# Avanti

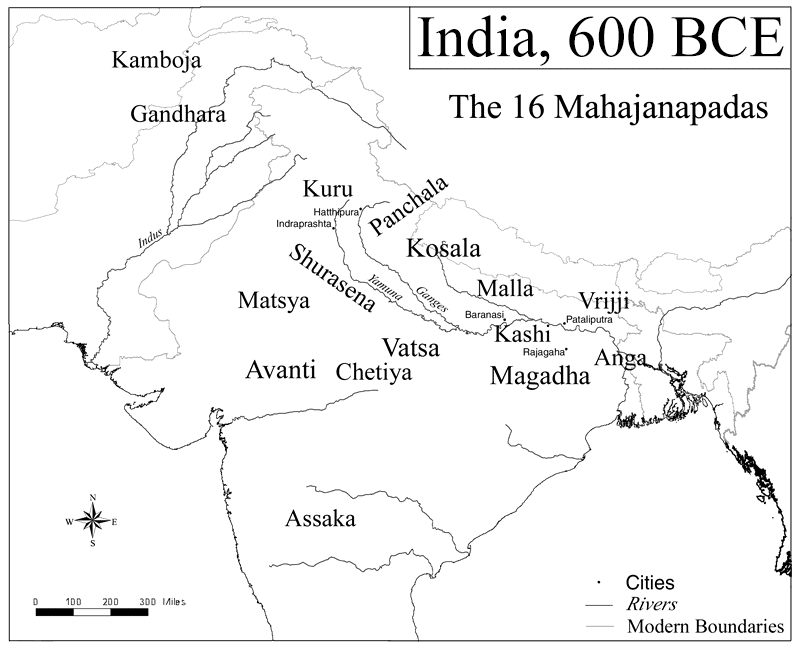
Avanti vers el final del segle VII aC

El regne d'Avanti (sànscrit: अवन्ति: sànscrit: अवन्ति) fou un antic regne, un dels 16 mahajanapades (els janapades foren els regnes i repúbliques que existien al nord de l'Índia al segle VII aC i dels quals hi ha notícies per un text budista; els mahajanapades eren els més grans, en nombre de 16); més o menys correspondria a la regió de Malwa. Segons el text budistaAnguttara Nikaya, Avanti era un dels solasa mahajanapades (setze grans reialmes) del segle vi aC. El janapada estava dividit en dues parts per les muntanyes Vindhyes, la part del nord tenia la seva capital a Ujjayini (Ujjain) i la part del sud va tenir el seu centre a Mahishmati.
El pobles dels avantis que van formar aquest reialme foren descrites com mahavala (molt potent) al Udyoga Parva (19.24) del Mahabharata. Segons el Vixnu Purana (II.3), el Bhagavata Purana (XII.I.36) i el Brahma Purana (XIX.17), els Avantis estaven vinculats amb els Malaves, els Saurashtres, els Abhires, el Sures, el Karuxes i el Arbudes i vivien al llarg de les muntanyes Pariyatra (o Paripatra) que eren una branca occidental dels Vindhyes).

## El Haihayes de Mahishmati
Segons els relats dels Puranes, els Haihayes foren els primers governants d'Avanti, que van capturar la regió als Nagues. Inicialment van governar des de Mahishmati. Més tard el janapada va ser dividit en dues parts amb capitals a Mahishmati i Ujjayini. Els Haihayes eren una confederació de cinc clans, el Vitihotres, el Bhoges, els Avantis, el Tundikeres i el Sharyates. Més tard, els Haihayes foren més coneguts pel seu clan dominant, els Vitihotres. Ripunjaya, el darrer governant dels Vitihotres de Ujjayini fou enderrocat pel seu amatya (ministre) Pulika, que va posar al seu fill, Pradyota en el tron. En alguns relats Ujjayini és indicada com la capital d'Avanti.
El Mahagovindasuttanta de la obra budista Dighanikaya esmenta un rei Avanti de nom Vessabhu (Vishvabhu) amb capital a Mahissati (Mahishmati). Probablement fou de la dinastia Vitihotra.

## Dinastia Pradyota
Pradyota fou contemporani de Gautama Buddha. Fou també conegut com a Chandapradyota Mahasena. Pradyota va capturar el rei de Vatsa, Udayana, però més tard va casar a la seva filla Vasavadatta amb Udayana. El Mahavagga el descriu com a cruel i segons el Majjhima Nikaya, Ajatashatru, el rei de Magadha va fortificar Rajagriha per protegir-la d'una invasió dirigida per Pradyota. També va fer la guerra contra Pushkarasarin, rei de Takshashila L'esposa de Pradyota, la reina Gopalamata (mare del príncep Gopala) era una deixeble del monjo budista Mahakatyayana i va construir una stupa a Ujjayini (Ujjain)
Prodyota va tenir dos fills, Gopala i Palaka. Va ser succeït per Palaka. Segons relats jainistes, Palaka va pujar al tron en el dia que va morir el 24è (i darrer) Tirthankara (cap dels jainistes) Mahavira. Segons el Kathasaritsagara i el Avashyaka Kathanaka, el regne de Vatsa era ja part d'Avanti durant el regnat de Palaka i un príncep de la família reial era el governador de Kaushambi. En el Mricchakatika, Palaka es descrit com un tirà que fou enderrocat per una revolta popular. Aquesta revolta va posar al tron de Ujjain a Aryaka. Els Puranes situen Nadivardhana o Vartivardhana després d'Aryaka. Però aquests noms són probablement corrupcions de Avantivardhana, el nom del fill de Palaka segons el Kathasaritsagara o el fill de Gopala segons el nepalès Brihatkatha. Va ser derrotat per Shishunaga, el rei de Magadha.

## Avanti sota domini de Magadha
Avanti fou part de l'imperi de Magadha durant el govern de les dinastia de Shaishunaga i Nanda. Durant el govern Maurya Avanti va esdevenir l'Avantirāṭṭha o la província occidental de l'imperi, amb la seva capital a Ujjayini. La inscripció de la roca de Junagarh de Rudradaman I (any 150) esmenta Pushyagupta com el governador de la província occidental durant el regnat de Chandragupta Maurya. Durant el govern del següent rei, Bindusara, el príncep Asoka fou el governador provincial. Després de la caiguda dels Mauryes, en temps de Pusiamitra Shunga fundador de l'Imperi Sunga, el seu fill Agnimitra era el virrei de Magadha a Vidisha, però a la pràctica va governar independent de Magadha.

## Regne Malava
El regne Malava fou un dels molts regnes que fou governat per reis yadaves a l'Índia central i occidental (regió de Malwa) que són esmentats al Mahabharata. De vegades Avanti i Malava van ser descrits com el mateix país. Eren al principi una tribu occidental, dins la província moderna de Panjab al Pakistan. Més tard van emigrar als moderns estats de Rajasthan i Madhya Pradesh. En la història enregistrada de l'Índia hi havia una tribu reial anomenada els Malaves que eren considerats descendents dels Malaves.